# Joseph Racaille
Pour les articles homonymes, voir Racaille (homonymie).
Joseph Racaille (de son vrai nom Étienne Crubellier) est un musicien, chanteur, auteur, compositeur et arrangeur français. Il a notamment travaillé pour Alain Bashung, Christophe Miossec, Olivia Ruiz et Thomas Fersen. Il signe la musique de plusieurs chorégraphies de Philippe Decouflé et notamment pour la cérémonie d'ouverture des Jeux Olympiques d'Albertville.
Son œuvre personnelle se situe entre la chanson, la musique classique et la musique expérimentale. Au cours d'un entretien pour Planeta en 1985, Joseph Racaille s'inscrit dans la musique populaire, accessible, mais il cherche à « surprendre » et « faire autre chose », en citant deux points de repère : Robert Wyatt et Moondog.
Né dernier des neuf enfants d'une famille de musiciens, il n'a jamais suivi de cours et c'est en autodidacte qu'il fera carrière. Après ses débuts en 1969 sur Paris, il cofonde à Marseille le groupe de free rock Barricade avec 10 autres musiciens, dont Hector Zazou. Il crée ZNR avec Hector Zazou et Harvey Néneux. Puis, dans les années 1990, Dignes Dindons avec Tony Truant, Cyril LeFebvre et Ernie Brooks. Au sein du Big band Cha-cha-cha qu'il a créé, Dominique Ponty, Cyril LeFebvre et Annick Hémon (Dora Lou) se rencontrent. Il a contribué à l'essor de la musique hawaïenne en France en cofondant l'Ukulélé Club de Paris avec Cyril LeFebvre et Brad Scott.
Joseph Racaille est un pionnier de l'autoproduction. En 1985, il cofonde avec Bruno Girard (du groupe Bratsch) APASACA (Association Pour l'Aide et le Soutien Aux Créateurs Audacieux). Le premier disque produit en 1988 est Notes de voyages, de Bratsch, qui jusqu'à sa dissolution auto-produira ainsi tous ses disques et ses tournées.

## Discographie
- 1976 - ZNR, Barricades 3 (avec Hector Zazou)
- 1978 - ZNR, Traité de Mécanique Populaire (avec Hector Zazou)
- 1983 - 6 Petites Chansons
- 1983 - Les Flots bleus (avec Patrick Portella)
- 1983 - Rimes Et Comptines En Bulles (2 cassettes, album)
- 1990 - Parazite – Triton (Composition originale pour des chorégraphies de Philippe Decouflé)
- 1997 - Joseph Racaille[7]
- 1999 - Triton 2 Ter (Composition originale pour la chorégraphie de Philippe Decouflé)
- 2000 - Racaille à Hawaii
- 2000 - Caraï
- 2000 - Signé Racaille
- 2002 - Ukulélé Club de Paris, Manuia !

## Participations
- 1969 à 1974 - Le Rire Des Camisoles, Barricade (claviers et compositions)
- 1991 - Répertoire Demi-Mondain, Dora Lou (composition notamment de 10 chansons sur les chiffres)

## Arrangements
- 1997 - Dick Annegarn album "Approche-toi"*
- 1998 - Alain Bashung, album Fantaisie militaire (arrangements cordes)
- 1999 - Thomas Fersen, album Qu4tre
- 2001 - Weepers Circus, titre Quatre-vingt-quinze fois sur cent (une reprise de Georges Brassens dans l'album collectif Les oiseaux de passage)
- 2004 - Miossec, album 1964
- 2011 - Santa Cruz, spectacle "Director's cut"
- 2016 - Thomas Fersen, album Un coup de queue de vache

## Production
- 1988 : Bratsch, album Notes de voyage (avec Bruno Girard)
- 1992 : Arthur H, album  Bachibouzouk

## Filmographie
- 2000 - Franck Spadone